# Dromadaire de l'Aïr
Azarghaf
Le Dromadaire de l'Aïr ou Azarghaf est une race de dromadaire domestique originaire du Niger, élevé pour la selle et le bât.

## Présentation
Le Dromadaire de l'Aïr est un animal de grande taille et léger. Le mâle atteint les 200 cm au garrot et les animaux pèsent en moyenne 370 kg. La couleur de la robe est diversifiée mais les animaux sont en général de couleur très claire (blanc). Certains animaux sont également pies, avec les yeux vairons,,,.
Originaire du sud du massif de l'Aïr qui lui a donné son nom, il est élevé par les touaregs de la région d'Agadez et les Kel Gress. Rapide et endurant, il est utilisé comme animal de caravane par les peuples nomades,,. La race a également un bon potentiel pour la production bouchère et laitière et une chamelle peut fournir en moyenne 1 500 litres lors de la lactation,.
La variété pie est appréciée. Bien que les animaux soient en général sourd (ou partiellement sourd), ils sont réputés plus résistant et endurant. Mais certains éleveurs les trouvent plus têtus et désobéissants ou trop calmes et endormis (dépend du niveau de surdité),.
Il est connu au Nigeria sous le nom d'Azbin ou Abzin, nom haoussa de l'Aïr,.